# Davina Craig
Davina Hilda Craig (20 de abril de 1914 – 19 de julho de 1983) foi um ator britânico de cinema e teatro. Depois de sua carreira no cinema, ele passou a morar na Nova Zelândia.

## Filmografia selecionada
- I Lived with You (1933)
- The Ghost Camera (1933)
- The Black Abbot (1934)
- Tangled Evidence (1934)
- The Private Secretary (1935)
- The Demon Barber of Fleet Street (1936)
- Dusty Ermine (1936)
- Love Up the Pole (1936)
- Suicide Legion (1937)
- Sunset in Vienna (1937)
- London Melody (1937)
- Anything to Declare? (1938)
- Hoots Mon! (1940)
- Tower of Terror (1941)
- I’ll Turn to You (1946)